# Bruno Rodríguez (Leichtathlet)
Bruno Rodríguez (* 2. Oktober 1999) ist ein uruguayischer Leichtathlet, der sich auf den Langstreckenlauf spezialisiert hat.

## Sportliche Laufbahn
Erste sportliche Erfolge feierte Bruno Rodríguez im Jahr 2016, als er bei den U18-Südamerikameisterschaften in Concordia in 9:00,19 min den fünften Platz im 3000-Meter-Lauf belegte. Im Jahr darauf gelangte er bei den U20-Panamerikameisterschaften in Trujillo mit 9:34,90 min auf den elften Platz über 3000 m Hindernis und 2018 wurde er bei den U20-Weltmeisterschaften in Tampere in 31:31,01 min 23. im 10.000-Meter-Lauf. 2025 belegte er bei den Südamerikameisterschaften in Mar del Plata in 30:35,49 min den siebten Platz über 10.000 Meter.
2023 wurde Rodríguez uruguayischer Meister im 10.000-Meter-Lauf.

## Persönliche Bestzeiten
- 10.000 Meter: 30:35,49 min, 25. April 2025 in Mar del Plata
- Halbmarathon: 1:06:01 h, 27. August 2023 in Buenos Aires